# N (cantante)
Cha Hak-yeon (en hangul, 차학연; en hanja, 車學沇, Changwon, Gyeongsang del Sur, 30 de junio de 1990) también conocido artísticamente como N (en hangul, 엔), es un cantante, actor, presentador, y locutor surcoreano. Debutó como miembro y líder del grupo surcoreano VIXX en mayo del 2012, comenzó su carrera como actor el 2014 como Noah en el melodrama romántico Hotel King de MBC. Desde entonces ha tenido papeles en The Family is Coming (2015), Cheer Up! (2015) y Tomorrow Boy (2016). N empezó su carrera como locutor en mayo del 2015 con su show VIXX N K-pop en SBS Power FM.

## Primeros años
Nació en Changwon, Gyeongsang del Sur Corea del Sur. Tiene un hermano mayor y dos hermanas mayores. 
Estudió en Universidad Howon y pasó un año en Japón. Más tarde estudió en la Universidad Dankook.

## Carrera
Es miembro de la agencia 51K (피프티원케이). Previamente formó parte de la agencia Jellyfish Entertainment.
Antes de debutar con VIXX, N participó en un musical llamado Gwanghwamun Love Song y participó en competencias de baile. Tiene un extenso pasado en el baile, especializándose en hip-hop, ballet, jazz, y contemporáneo. En 2009,  participó y ganó varias competencias organizadas por grandes agencias como SM, YG, y JYP. Su baile con los ojos vendados, el cual él personalmente coreografió, ganó el Primer Premio en el Festival de Baile de Juventud Coreana.

### 2012-2013: Debut con VIXX y programas de variedades
N fue uno de diez aprendices que fueron concursantes en el show de supervivencia MyDOL de Mnet y fue escogido para ser parte de la alineación final y el grupo de 6 miembros VIXX finalmente debutó con "Super Hero" el 24 de mayo de 2012 en M! Countdown. Durante MyDOL; N formó parte de los videos musicales de Brian Joo, "Let This Die", y "Shake It Up" de Seo In-guk.
En el año 2012, después de que VIXX debutó, N se volvió un miembro del reparto de la segunda temporada del show de televisión The Romantic & Idol de TVN.
En 2013 con el lanzamiento del álbum de VIXX, Jekyll, N creó la coreografía de la canción "G.R.8.U" del miniálbum recopilatorio, Hyde; también apareció en el episodio 4 del drama televisivo The Heirs de SBS junto a los otros miembros del grupo. Ese mismo año, coreografío otras presentaciones de VIXX para la canción "Light Up the Darkness" y para una presentación especial en el show Dancing 9 con "LoveStoned" de Justin Timberlake.

### 2014-2015: Big Byung, Debut como actor y locutor
En 2014, N apareció en muchos espectáculos de variedad como miembro tales como 4 Things Show de Mnet, First Day of Work Season 3 de TVN y Hitmaker de MBC Every 1. En Hitmaker,  se volvió miembro del primer grupo proyecto de Jeong Hyeong-don y Defconn, Big Byung, junto al miembro de VIXX, Hyuk, Jackson de Got7 y Sungjae de BtoB. Pasando por el escenario con el nombre Dol Baeki, N y el grupo crearon dos sencillos "Stress Come On" y "Ojingeo Doenjang" (Hangul: 오징어 된장 ).
N fue reclutado para su primer drama televisivo en un papel secundario como Noah, un empleado de hotel brillante y vivaz en el melodrama romántico Hotel King de MBC. Y apareció con Hongbin como bailarín en el vídeo musical "Peppermint Chocolate" de K.Will, Mamamoo y Wheesung.
En 2015, N fue llamado para su segundo drama televisivo con un rol secundario como Cha Hak-yeon en The Family is Coming de SBS y también apareció en Running Man junto a otros ídolos, más tarde se unió a Eunhyuk y Kangin de Super Junior como miembros de reparto en Bachelor's Party de MBC Every 1. El 25 de abril de 2015, N se unió a Minho de SHINee y Yeri de Red Velvet como MC de Show! Music Core de MBC desde el 25 de abril de 2015 hasta el 14 de noviembre de 2015. El 2 de mayo del 2015, se estrenó el propio programa de radio de N, VIXX N K-pop, con N como el anfitrión y Ken como invitado fijo para el segmento Quiz King (cada miércoles). N también aparecía como invitado fijo en Super Junior Kiss the Radio conducido por Ryeowook de Super Junior.
El 7 de julio de 2015, N asistió al Hyundai Chungun High School en Ulsan, Corea del Sur por tres días como estudiante del programa de variedad Off to School de JTBC junto a otras celebridades. Hacia finales de julio, N estuvo confirmado para unirse al reparto del show de supervivencia Law of the Jungle in Nicaragua de SBS que fue emitido en septiembre. En agosto del 2015, N fue nombrado como co-MC en Weekly Idol con Mina de AOA y Ha-young de Apink. Fue el MC del show con los MC principales. Jeong Hyeong-don y Defconn desde el 2 de septiembre del 2015 al 24 de marzo del 2016. En septiembre del 2015, N fue reclutado como Ha Dong-jae, un personaje brillante pero con una personalidad excéntrica en el drama Cheer Up! de KBS que cuenta la vida de estudiantes en un prestigioso instituto cuando forman un club de cheerleading (animadores).

### 2016–presente: Series web, OST y musicales
En febrero del 2016, N fue reclutado en su primer web-drama como Ahn Tae-pyung, un personaje que cuida de su abuela y tres hermanos después de la muerte de sus padres en el web-drama Tomorrow Boy que fue emitido en Naver TV Cast durante marzo. En septiembre, N participó en su primera banda sonora original (OST) para un drama. N y Yeoeun de Melody's Day lanzaron la canción "Without You" (Hangul: 니가 없는 난) para el drama W el 7 de septiembre del 2016.
En el mismo mes, N fue reclutado junto a su amigo y miembro de VIXX, Lee Hong-bin y Chanmi de AOA en el web-drama What's Up With These Kids? que se emitió por Naver TV Cast el 16 de noviembre. En noviembre, N fue reclutado para el musical In The Heights con el rol principal de Benny desde el 20 de diciembre del 2016 al 12 de febrero del 2017 en el CJ Towol Theater en el Centro de Artes de Seúl.
En mayo de 2021 se unió al elenco de la serie Mine donde dio vida a Han Soo-hyuk, el hijo de Jang Seo-hyun (Kim Seo-hyung) y el nieto mayor del grupo chaebol Hyowon. Un joven que parece tener la vida perfecta, pero que ha estado ocultando una sensación de soledad y dolor después de pasar por una ruptura dolorosa, hasta el final de la serie el 27 de junio del mismo año.
En diciembre del mismo año se unirá al elenco de la serie Bad and Crazy donde interpretará a Oh Kyung-tae, un joven agente de policía de la cabina de policía de Sohyang y el miembro más joven de la división de patrulla, que tiene un sentido del deber fuerte y serio sobre sus responsabilidades como oficial de policía.

## Filmografía

### Series de televisión
| Año     | Título                       | Papel          | Red  | Notas                                 | Ref.          |
| ------- | ---------------------------- | -------------- | ---- | ------------------------------------- | ------------- |
| 2013    | The Heirs                    | Él mismo       | SBS  | Con los miembros de VIXX (Episodio 4) |               |
| 2014    | Hotel King                   | Noah           | MBC  | Papel secundario                      |               |
| 2015    | The Family is Coming         | Cha Hak-yeon   | SBS  | Papel secundario                      |               |
| 2015    | Cheer Up!                    | Ha Dong-jae    | KBS  | Segundo actor principal               |               |
| 2017    | Tunnel                       | Park Kwang-ho  | OCN  | Papel secundario                      | [ 42 ]        |
| 2017    | Ms. Perfect                  | Brian Lee      | KBS2 | Papel secundario                      | [ 43 ]        |
| 2018    | Familiar Wife                | Kim Hwan       | tvN  | Papel secundario                      |               |
| 2021    | Drama Stage - "The Fair"     |                | tvN  |                                       | [ 44 ]        |
| 2021    | Mine                         | Han Soo-hyuk   | tvN  |                                       | [ 45 ] [ 46 ] |
| 2021    | Secret Royal Inspector Joy   | Choi Seung-yul | tvN  | ep.9-10, 13-14                        | [ 47 ]        |
| 2021-22 | Bad and Crazy                | Oh Kyung-tae   | tvN  |                                       | [ 48 ] [ 49 ] |
| 2023    | Joseon Attorney              | Yoo Ji-sun     | MBC  |                                       | [ 50 ]        |
| 2023    | El naufragio de una diva     | Kang Woo-hak   | tvN  |                                       | [ 51 ]        |
| 2025    | ¡Oh, mis clientes fantasmas! | Go Gyeon-woo   | MBC  |                                       | [ 52 ] [ 53 ] |

### Series web
| Año  | Título                     | Rol           | Red           | Notas             |
| ---- | -------------------------- | ------------- | ------------- | ----------------- |
| 2016 | Tomorrow Boy               | Ahn Tae-pyung | Naver TV Cast | Papel principal   |
| 2016 | What's Up With These Kids? | Choi Geum-son | Naver TV Cast | Reparto principal |

### Programas de variedades
| Año     | Título                            | Red         | Notas                                                      |
| ------- | --------------------------------- | ----------- | ---------------------------------------------------------- |
| 2012    | The Romantic & Idol (Temporada 2) | TVN         | Miembro del reparto                                        |
| 2014    | 4 Things Show                     | Mnet        | Estrella principal                                         |
| 2014    | Hitmaker                          | MBC Every 1 | Miembro del reparto                                        |
| 2014    | First Day Of Work (Temporada 3)   | TVN         | Miembro del reparto                                        |
| 2015    | Hitmaker (Temporada 2)            | MBC Every 1 | Miembro del reparto                                        |
| 2015    | Running Man                       | SBS         | Invitado (Episodio 233)                                    |
| 2015    | Show! Music Core                  | MBC         | Coanfitrión con Yeri (Red Velvet) y Minho (Shinee)         |
| 2015    | Bachelor's Party                  | MBC Every 1 | Miembro de reparto                                         |
| 2015    | 100 People, 100 Songs             | JTBC        | Concursante                                                |
| 2015    | Off to School                     | JTBC        | Miembro del reparto (Episodios 53–56)                      |
| 2015    | Law of the Jungle in Nicaragua    | SBS         | Miembro del reparto (edición de Nicaragua) - ep. 181 – 184 |
| 2015-16 | Weekly Idol                       | MBC Every 1 | co-MC con Mina (AOA) y Ha-young (Apink)                    |
| 2016    | Celebrity Bromance                | MBC         | Miembro del reparto, Temporada 7 con Lee Won-keun          |
| 2017    | King of Mask Singer               | MBC         | Concursó como "Got My Favorite Dartman" - (Episodio 101)   |
| 2017    | Lipstick Prince                   | OnStyle     | Miembro del reparto (Temporada 2)                          |
| 2018    | Battle Trip                       | KBS2        | Presentador invitado (ep. 78)                              |
| 2018    | Music Bank                        | KBS         | Copresentador con Sol-bin (Episodio 929)                   |

### Aparición en videos musicales
| Año  | Vídeo musical                                | Artista(s)                                                |
| ---- | -------------------------------------------- | --------------------------------------------------------- |
| 2011 | "Shake It Up"                                | Seo In-guk                                                |
| 2012 | "Let This Die"                               | Brian Joo                                                 |
| 2012 | "Let This Die" (versión extendida en inglés) | Brian Joo                                                 |
| 2014 | "Peppermint Chocolate"                       | K.Will, MAMAMOO, Wheesung                                 |
| 2014 | "Stress Come On"                             | Big Byung: N, Hyuk (VIXX), Jackson (Got7), Sungjae (BTOB) |
| 2015 | "Ojingeo Doenjang"                           | Big Byung: N, Hyuk (VIXX), Jackson (Got7), Sungjae (BTOB) |

## Programas de Radio
| Fecha                                      | Estación     | Título       | Notas |
| ------------------------------------------ | ------------ | ------------ | ----- |
| 2 de mayo de 2015 - 2 de noviembre de 2015 | SBS Power FM | VIXX N K-pop |       |

## Musicales
| Año     | Título                | Papel           | Notas            |
| ------- | --------------------- | --------------- | ---------------- |
| 2012    | Gwanghwamun Love Song | —               | Papel secundario |
| 2016-17 | In The Heights        | Benny           | Papel principal  |
| 2017    | Interview             | Gordon Sinclair | Papel principal  |

## Discografía

### Sencillos
| Título                                                                                 | Año            | Posición en las listas | Ventas         | Álbum          |
| Título                                                                                 | Año            | COR                    | Ventas         | Álbum          |
| Colaboraciones                                                                         | Colaboraciones | Colaboraciones         | Colaboraciones | Colaboraciones |
| -------------------------------------------------------------------------------------- | -------------- | ---------------------- | -------------- | -------------- |
| "Stress Come On"(con Hyuk, Jackson y Sungjae como Big Byung)                           | 2014           | —                      | —              | —              |
| "Ojingeo Doenjang" (오징어 된장 된장)(con Hyuk, Jackson y Sungjae como Big Byung)      | 2015           | —                      | —              | —              |
| Bandas sonoras originales                                                              |                |                        |                |                |
| "Without You" (니가 없는 난 난)(con Yeoeun de Melody Day)                              | 2016           | 98                     | - COR: 26,260+ | W OST Parte.9  |
| "—" Denota lanzamientos que no se posicionaron o no fueron lanzados en aquella región. |                |                        |                |                |